# Leschenaultia nuda
Leschenaultia nuda là một loài ruồi trong họ Tachinidae.